# Billie Carleton
Billie Carleton (4 de septiembre de 1896 – 28 de noviembre de 1918) fue una actriz inglesa de comedias musicales durante la Primera Guerra Mundial. Comenzó su carrera profesional en los escenarios a los 15 años y a los 18 ya interpretaba papeles en el West End. Actuó en el exitoso musical The Boy (1917), que le valió un papel protagonista en The Freedom of the Seas en 1918. A los 22 años fue hallada muerta, al parecer de sobredosis.

## Vida y carrera
Nacida como Florence Leonora Stewart en Bloomsbury, Londres, hija de una corista llamada Margaret Stewart y de padre desconocido, Carleton fue criada por su tía, Catherine Joliffe. Carleton dejó su casa a los 15 años para trabajar en el escenario y tuvo su primera oportunidad cuando el empresario C.B. Cochran la ascendió del coro a un papel en su revista de 1914 Watch Your Step. Según Cochran, a pesar de tener una voz débil, Carleton tenía una buena presencia escénica, y su delicada belleza encantaba al público. Cuando le informaron durante la representación de que Carleton asistía a fiestas de opio, Cochran la despidió. Le dio otra oportunidad en 1917, cuando sustituyó a Gertie Millar en el papel protagonista de su espectáculo Houp La!. No causó mucha impresión en el papel, que asumió sólo una semana antes del cierre del espectáculo.
Carleton actuó poco después para André Charlot en otra revista,Some More Samples! Aunque los críticos volvieron a destacar su débil voz, tuvo más éxito en ella, y fue contratada para el papel de Joy Chatterton, una flapper en la exitosa farsa musical The Boy, que se estrenó en el Adelphi Theatre en agosto de 1917. En mayo de 1918, apareció en Fair and Warmer, esta vez en el papel de criada de la flapper Fay Compton. Después, en agosto, interpretó el papel protagonista de Phyllis Harcourt en The Freedom of the Seas, en el Teatro Haymarket, convirtiéndose brevemente en la actriz principal más joven del West End.

## Muerte y escándalo
El 27 de noviembre de 1918, salió del teatro después de actuar y, vestida con un atrevido traje diáfano diseñado por su amigo Reggie de Veulle, asistió al Baile de la Victoria en el Royal Albert Hall. Fue uno de los muchos eventos celebrados para conmemorar el final de la guerra a principios de mes, pero al estar patrocinado por un gran número de damas aristocráticas, fue un acontecimiento especialmente largo y espléndido, que duró hasta altas horas de la madrugada. Al día siguiente, la criada de Carleton la encontró muerta en la cama de su suite del Hotel Savoy, al parecer por una sobredosis de cocaína.
Un juez de instrucción determinó que Carleton había muerto de una sobredosis de cocaína "suministrada por Reginald de Veulle de manera culpable y negligente". De Veulle fue acusado de homicidio involuntario y conspiración para suministrar una droga prohibida en virtud de la Regulation 40b de la 	
Defence of the Realm Act 1914, que había sido aprobada en 1916 e ilegalizaba la posesión de cocaína y opio por primera vez en Gran Bretaña El juicio se celebró ante el juez Salter, con Sir Richard Muir como fiscal. De Veulle fue absuelto del primer cargo, pero se declaró culpable del segundo y fue condenado a ocho meses de prisión.
Los informes del juicio sacaron a la luz detalles de la vida privada de Carleton y de sus amigos, en particular de Veulle, que anteriormente había estado implicado en un caso de chantaje homosexual y se había vestido con ropa de mujer. Aunque el entorno en el que se movía estaba estigmatizado como inmoral y sórdido, y aunque había sido la amante de un hombre veinte años mayor que ella, Carleton fue considerada en gran medida como una víctima inocente.
Ada Song Ping You era una escocesa que se había casado con un chino (Song Ping You) del que aprendió a consumir opio. Tras la muerte de Carleton, You fue condenada a cinco meses de cárcel con trabajos forzados por preparar opio para fumar y suministrárselo a Carleton. El autor Marek Kohn, sin embargo, sostiene que Carleton no murió por la cocaína, sino por los depresores legales que tomaba para tratar su resaca de cocaína.

## Arte y literatura
Noël Coward, que había conocido tanto a Carleton como a de Veulle, reconoció su historia como fuente para su primera obra de éxito, The Vortex. En la novela Dope, de Sax Rohmer, el personaje principal, Rita Dresden, está basado en Carleton.